# Vectorman
 (octobre 2019).
Si vous disposez d'ouvrages ou d'articles de référence ou si vous connaissez des sites web de qualité traitant du thème abordé ici, merci de compléter l'article en donnant les références utiles à sa vérifiabilité et en les liant à la section « Notes et références ».
Vectorman est un jeu vidéo de plates-formes mettant en scène un Vectorman, un robot vert humanoïde, sorti en 1995 sur Mega Drive. Le jeu a été développé par BlueSky Software puis édité par Sega.
Vectorman 2, sa suite, sort sur Mega Drive en 1996.

## Système de jeu
Son déroulement est typique des jeux du genre : sauter, tirer, éviter… Au chapitre des originalités, notons la particularité du héros de pouvoir effectuer, une fois le bonus adéquat acquis, diverses transformations. VectorMan a également accès à un large éventail d'armes qui améliorent son tir habituel, comme celle qui lui permet de tirer plus rapidement.

## Graphismes
La particularité du jeu concerne l'animation et les graphismes. Le corps du personnage principal (Vectorman) est composé de plusieurs parties en 3D numérisées et animées indépendamment les unes des autres. Le résultat visuel est impressionnant pour l'époque.